# Ялмужник (твір)
Ялмужник (пол. Jałmuźnik — людина, яка подає милостиню) — найбільший поетичний твір Яна Протасовича, виданий у Вільнюсі в 1597 році. Представляє поетичну переробку праці італійського вченого Юлія Фолько (1574, Рим).
Ян Протасович не тримався близько до латинського оригіналу і додав до своєї праці багато інших розумних тверджень — про жертву, милосердя, любов до ближнього і Бога — взяті з Біблії та з праць античних мислителів: Демокріта, Арістотеля, Піфагора, Геракліта, Цицерона та ін. Як і в попередніх працях Протасович, теоретичні аргументи підкріплені в «Ялмужнику» прикладами з життя відомих людей (язичників та християн), склад книги традиційно складає: 1) висловлювання біблійних авторів та середньовічних теологів; 2) приклади з життя біблійних героїв та християнських святих; 3) висловлювання античних філософів та істориків; 4) приклади з життя давніх греків та римлян.
Надзвичайно розбудована у книзі вступна частина, повністю написана віршами. На звороті титульного аркуша є епіграма під зображенням герба Радзивілла, а потім — дві присвяти князю Миколаю-Христофору Радзивіллу (Сирітці) та передмова до читача. У своїх віршах-присвятах Протасович висловлює щиру подяку князю за моральну та матеріальну підтримку і просить щедрого та великодушного магната взяти «Ялмужника» під свою опіку, довести слушність ідей, висловлених у творі, власним авторитетом.
З присвяти Миколаю-Христофору Радзивіллу (Сирітці) та передмови до читача видно, що поет як ніколи боїться неприємних рецензій та нападів на свою книгу. І це зрозуміло: воно адресоване насамперед тим, хто шкодував грошей на пожертви в храмі, не давав милостиню бідним і відвертався від людей, які потребували.
Як «Зразок чесної Білоголової» та «Портрет старої людини», «Ялмужник» Протасовича є типовим прикладом поетичного морально-дидактичного трактату, створеного компіляцією на основі античних та християнських джерел та додатково прикрашеного кількома присвятами та передмовою. в кінці книги. Яскравий приклад такого поетичного трактату ми знаходимо у творах польського письменника Міколая Рея: «Справжнє зображення життя гідної людини» (1558).